# 비사카 FC
비사카 FC(ក្លិបបាល់ទាត់វិសាខា)는 캄보디아의 축구단이다. 현재 C리그에 참가하고 있다.

## 우승
- 캄보디아 2부 리그: 2017
- 훈센컵: 2020

## 선수 명단

### 현역
참고: FIFA 자격 규정에 따라 소속된 국가대표팀 국기를 표시합니다. 선수는 복수의 FIFA 비회원국 국적을 가지고 있을 수 있습니다.
| 번호 | 포지션 | 국적         | 이름                |
| ---- | ------ | ------------ | ------------------- |
| 19   | DF     | 캄보디아     | 청멍                |
| 28   | MF     | 우즈베키스탄 | 알리셰르 미르자예프 |

| 번호 | 포지션 | 국적 | 이름 |
| ---- | ------ | ---- | ---- |

## 역대 감독
| 감독          | 임기   |
| ------------- | ------ |
| 유르기스 칼스 | 2024 ~ |

틀:비사카 FC 선수 명단